# Ein verwöhntes Biest
Ein verwöhntes Biest ist ein US-amerikanisches Liebesdrama des Regisseurs Richard Thorpe aus dem Jahr 1953. Der Film, eine Adaption des 1927 erschienenen Romans A Free Soul von Adela Rogers St. Johns, wurde von Metro-Goldwyn-Mayer produziert und ist eine Neuverfilmung des MGM-Films Der Mut zum Glück (1931).

## Handlung
Ort der Handlung ist zunächst Lexington, Kentucky, die Zeit die Gegenwart. Jean, die Tochter des Rechtsanwalts Steve Latimer, ist eine hübsche und unkonventionelle junge Frau. Sie hat einen Freund, Vance Court, der sie auch gern heiraten würde, verliebt sich aber in den gutaussehenden Victor Raimondi. Raimondi ist der Boss eines großen Glücksspielsyndikats und, weil gegen ihn ermittelt wird, ein Mandant von Steve Latimers Kanzleipartner Ashmond. Als ihr Vater ihn als Mandanten übernimmt, erhält Jean Gelegenheit, Raimondi näherzukommen, der ihr Interesse bald erwidert. Warnungen, mit denen Steve und Vance sie überhäufen, sind in den Wind gesprochen. Jean reist mit Raimondi nach New York, um ihn dort zu heiraten.
Dort erfährt Raimondi, dass Steve sein Mandat niederlegen und gegen ihn aussagen will. Als Steve ihm nachreist, muss Jean mitansehen, wie Raimondi ihren Vater angreift und bedroht. Sie macht daraufhin Schluss mit ihm. Raimondi wird erschossen.

## Produktion und Rezeption
Der Film basiert auf Adela Rogers St. Johns’ Roman A Free Soul (1927), den Willard Mack noch im selben Jahr als Bühnenstück adaptierte. Die Bühnenversion lief von Januar bis April 1928 erfolgreich am Broadway; die Hauptrollen spielten Kay Johnson, Lester Lonergan und Melvyn Douglas. Becky Gardiner adaptierte das Bühnenstück bald darauf als Drehbuch für eine Filmversion (Der Mut zum Glück, 1931), in der Clarence Brown Regie führte; in den Hauptrollen waren Norma Shearer, Lionel Barrymore und Clark Gable zu sehen. Der Film war sowohl kommerziell als auch bei der Kritik äußerst erfolgreich, brachte Barrymore einen Oscar ein und lieferte MGM damit genug Anregung für ein Remake.
Regisseur Thorpe war ein MGM-Veteran, der neben mehreren Tarzan-Filmen auch einen Film aus der äußerst erfolgreichen Dünne-Mann-Serie inszeniert hatte (The Thin Man Goes Home, 1945). Mit Elizabeth Taylor hatte er bereits die Filme Wirbel um Judy (1948) und Ivanhoe – Der schwarze Ritter (1952) in Szene gesetzt. Deren Leinwandpartner Fernando Lamas wurde bei MGM seit 1951 vor allem als Latin Lover eingesetzt.
Die Dreharbeiten für den in Schwarzweiß und 35 mm produzierten Film dauerten vom 16. Juli bis 6. August 1952. Der Film kam am 27. März 1953 in die US-Kinos.

## Kritiken
Cinema gab dem Film eine durchschnittliche Wertung und schreibt: „Gute Mimen, schwaches Skript“. AllMovie war ähnlicher Meinung und schrieb, dass man von einem Film mit einer so talentierten Besetzung mehr hätte erwarten können. Zwar würden Darsteller wie Elizabeth Taylor und William Powell unter den gegebenen Umständen ihr Bestes geben, doch das Drehbuch von Art Cohn sei zu klischeehaft und die Regie von Richard Thorpe auch nur Routinearbeit.